# Saint-Louis (Alto Reno)
Saint-Louis é uma cidade e comuna do departamento do Haut-Rhin, na Grande Leste, França. Em 2010 a comuna tinha 21 927 habitantes (densidade: 1 301,3 hab./km²).

## Geografia
Saint-Louis está localizada na fronteira com Alemanha e com a Suíça. O aeroporto "EuroAirport Basel-Mulhouse-Freiburg" está situado em seu território administrativo.

## Curiosidade
Quem nasce em Saint-Louis é chamado de Ludovicien, sendo o feminino Ludovicienne